# Schönhäutchen
Die Pflanzengattung Schönhäutchen (Hymenocallis), auch Schönlilien genannt, gehört zur Familie der Amaryllisgewächse (Amaryllidaceae). Das weite natürliche Verbreitungsgebiet der 50 bis 65 Arten liegt in der Neotropis.

## Beschreibung

### Erscheinungsbild und Laubblätter

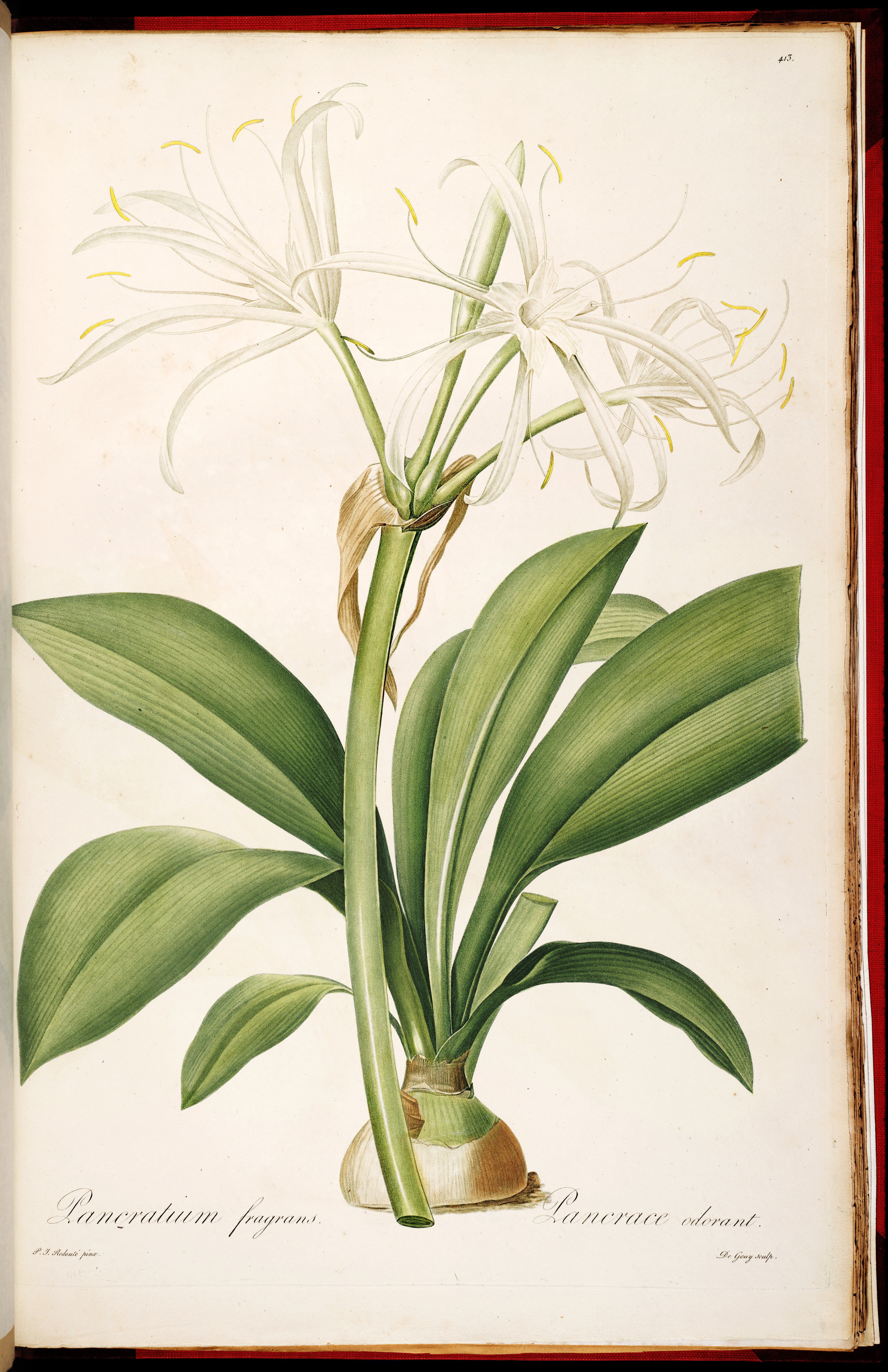
Illustration von Hymenocallis fragrans

Hymenocallis-Arten wachsen als ausdauernde krautige Pflanzen. Sie leben als immergrünen Pflanzen oder Geophyten und bilden Zwiebeln als Überdauerungsorgane aus. Die eiförmigen oder kugeligen Zwiebeln besitzen eine Tunika (Zwiebelhaut). Es werden direkt über der Zwiebel 2 bis 16 Laubblätter gebildet, die nur selten gestielt sind. Die Blattspreiten sind schmal bis breit zungenförmig oder verkehrt-lanzettlich, selten eiförmig bis elliptisch.

### Blütenstände und Blüten
Es wird ein mehr oder weniger langer unbeblätterter Blütenstandsschaft gebildet. Zwei bis drei dreieckige, eiförmige oder lanzettliche Tragblätter umhüllen die knopigen Blüten schützend und hängen im aufgeblüten Zustand herab. Der doldenförmige Blütenstand enthält ein bis 16 meist ungestielte, aufrechte oder etwas auseinanderstrebende Blüten über jeweils einem oft schmal lanzettlichen Deckblatt.
Die großen, sternförmigen, duftenden Blüten sind radiärsymmetrisch und dreizählig. Die sechs gleichgestaltigen Blütenhüllblätter sind an ihrer Basis zu einer mehr oder weniger langen Röhre verwachsen. Es sind sechs fertile Staubblätter vorhanden. An Hymenocallis-Arten besonders auffällig ist die über der Blütenhülle stehende trichter- oder radförmige Nebenkrone, die aus den verwachsenen Bereichen der Staubfäden gebildet wird. Die Ränder der Nebenkrone sind oft gezähnt oder zerrissen. Der oft lange, fadenförmige, freie Bereich der Staubfäden ist zurückgebogen oder aufsteigend. Der Pollen ist gelb, oft gold- oder orangefarben. Drei Fruchtblätter sind zu einem, kugeligen, eiförmigen, länglichen oder birnenförmigen, unterständigen, dreikammerigen Fruchtknoten verwachsen. Jede Fruchtknotenkammer enthält zwei bis zehn Samenanlagen. Der dünne Griffel endet in einer kopfigen Narbe.

### Früchte und Samen
Die großen, grünen, fast kugeligen bis länglichen Kapselfrüchte sind dreifächerig und ledrig. Die großen Samen sind grün und fleischig.

### Chromosomensätze
Die Chromosomengrundzahl beträgt x = 20, 23.

## Systematik und Verbreitung
Die Erstbeschreibung der Gattung Hymenocallis erfolgte 1812 durch Richard Anthony Salisbury in Transactions of the Horticultural Society of London, 1, S. 338. Als Lectotypus wurde 1913 Hymenocallis littoralis (Jacq.) Salisb. festgelegt. Der Gattungsname Hymenocallis leitet sich von den griechischen Wörtern hymên für „Haut“ und kallos für „schön“ ab, dies bezieht sich auf die Blüten. Synonyme für Hymenocallis Salisb. sind: Liriopsis Rchb., Choretis Herb., Nemepiodon Raf., Siphotoma Raf., Tomodon Raf., Troxistemon Raf.
Die Gattung Hymenocallis gehört zur Tribus Hymenocallideae in der Unterfamilie Amaryllidoideae innerhalb der Familie Amaryllidaceae. Einige Arten, die früher in die Hymenocallis eingeordnet wurden, gehören in die nah verwandten Gattungen Ismene Salisb. ex Herb. und Leptochiton Sealy. Einige Arten der Gattung Pancratium L. gehören heute zu Hymenocallis.
Das neotropische Verbreitungsgebiet reicht von den südöstlichen und südlichzentralen USA (15 Arten), über die Karibischen Inseln und Zentralamerika bis Südamerika.

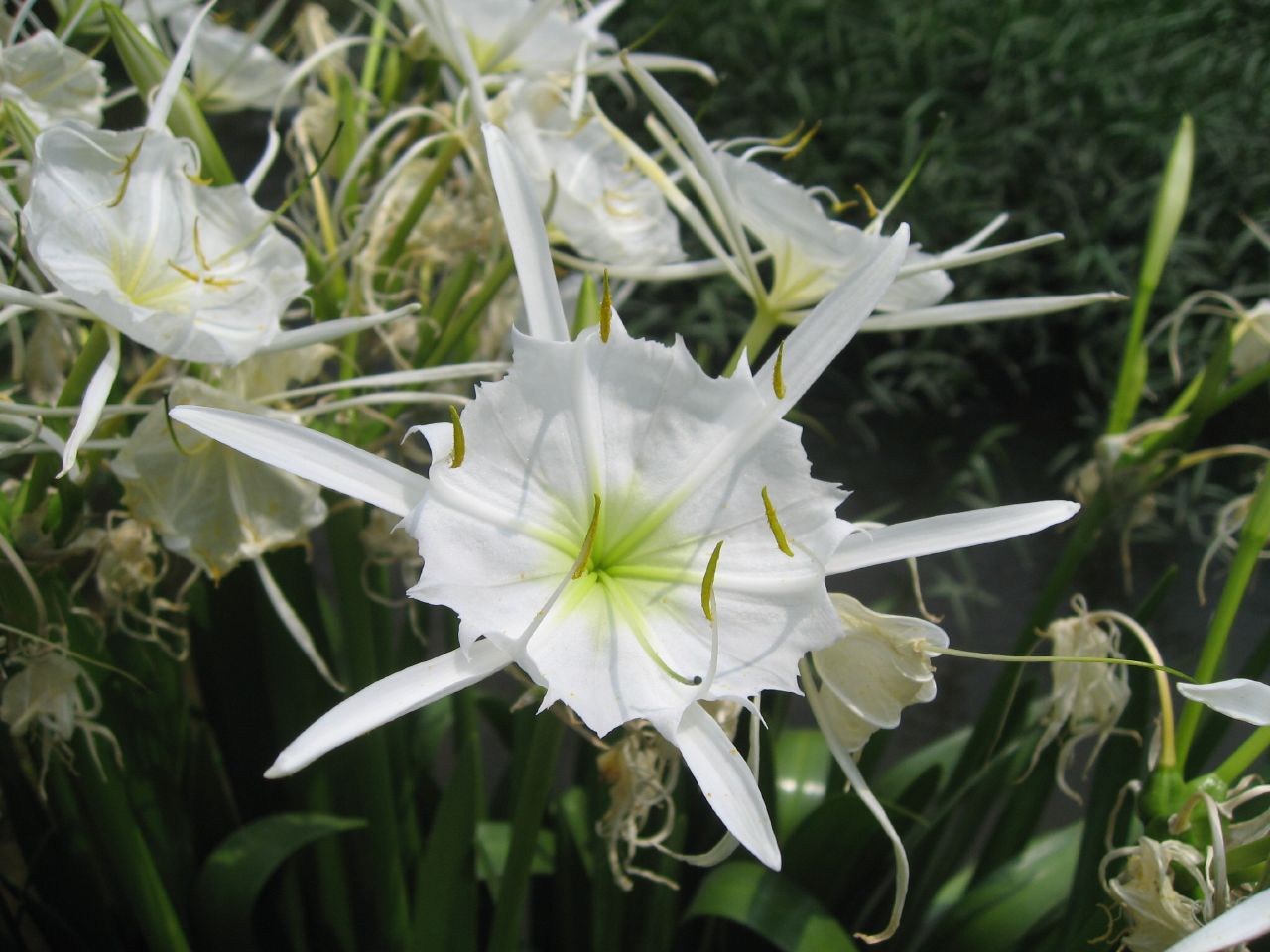
Blüten von Hymenocallis coronaria

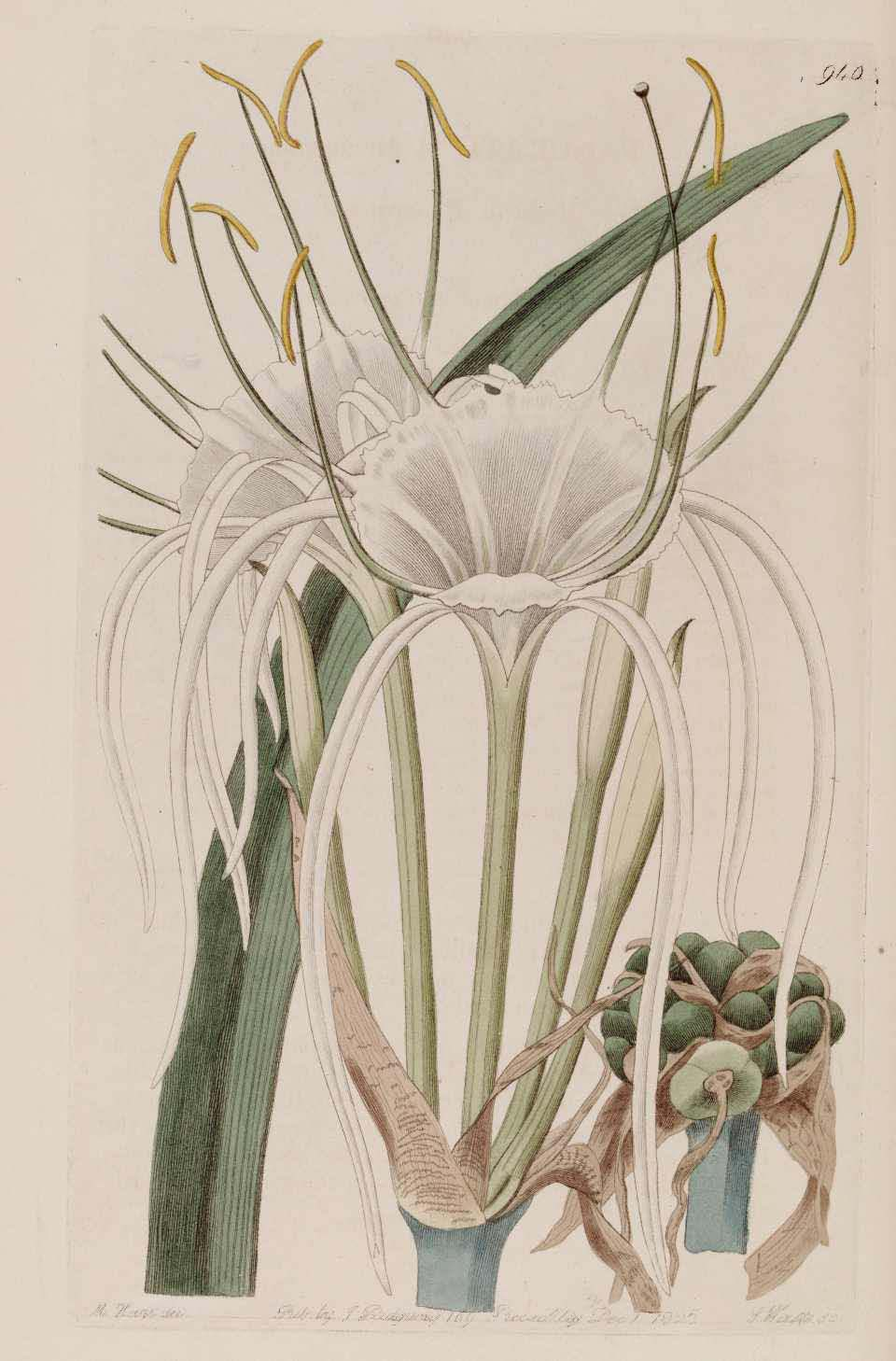
Illustration von Hymenocallis harrisiana

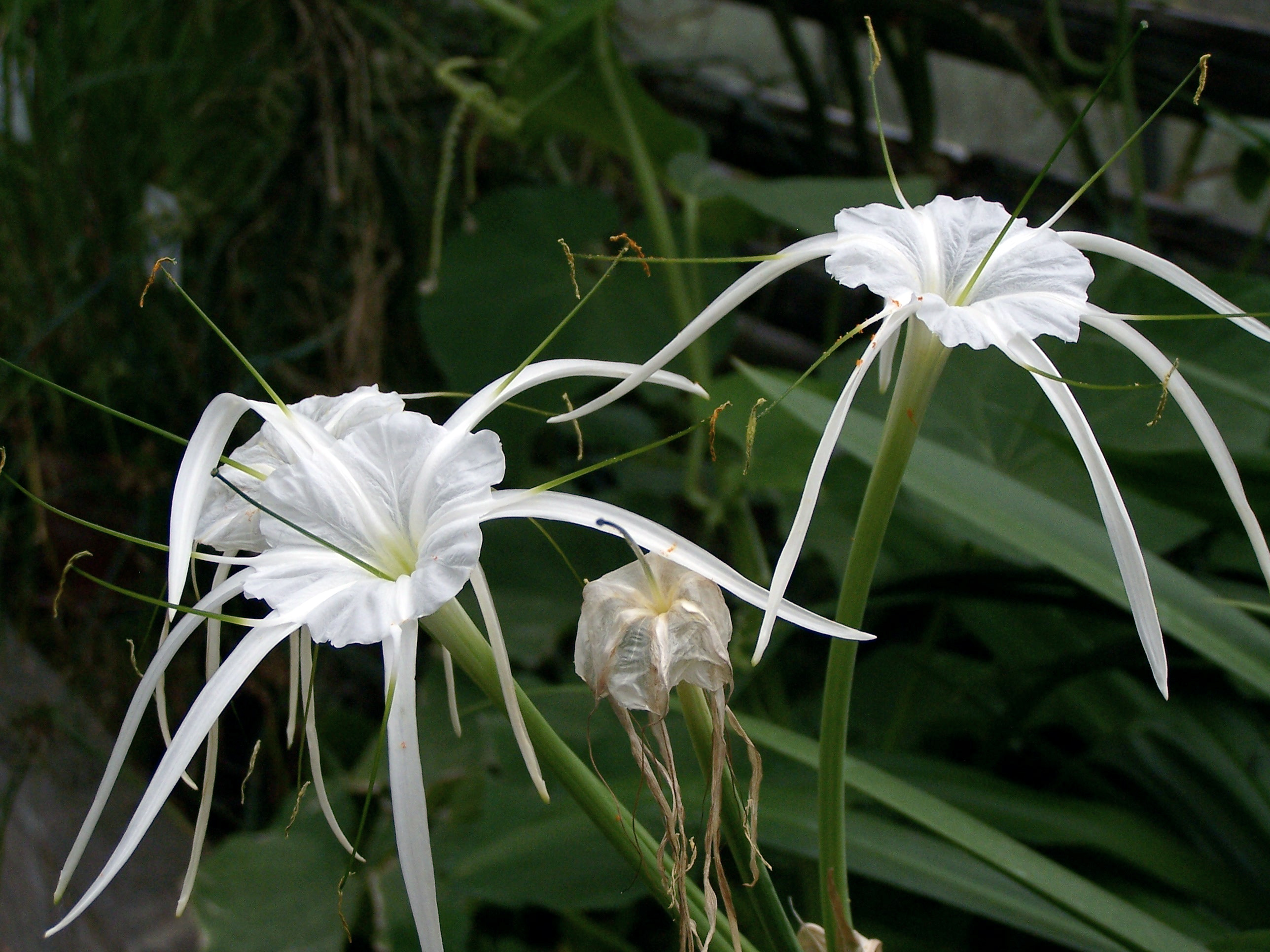
Blüten von Hymenocallis littoralis

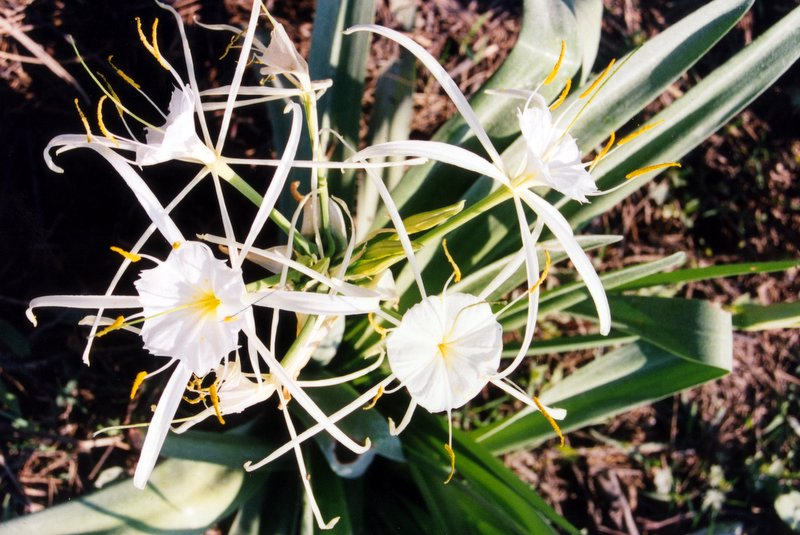
Blütenstand von oben von Hymenocallis occidentalis

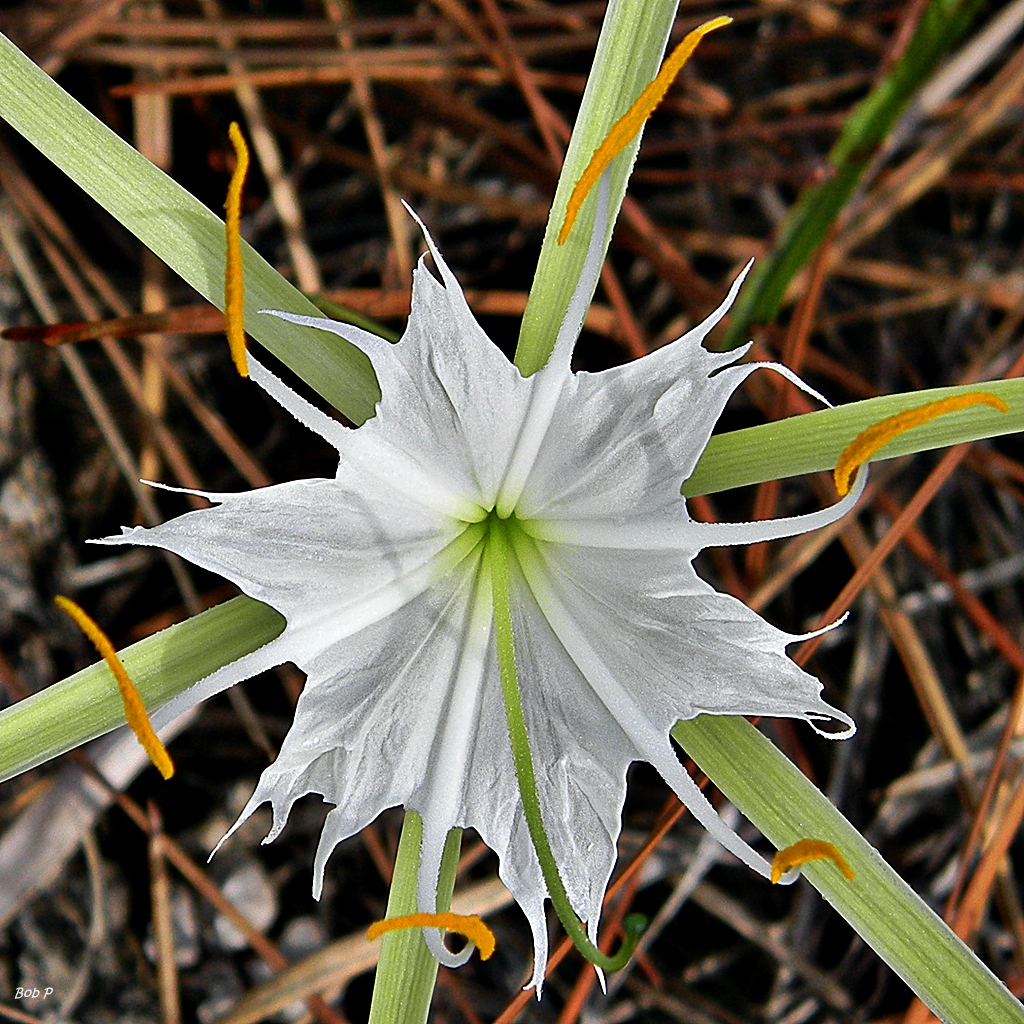
Blüte im Detail von Hymenocallis palmeri

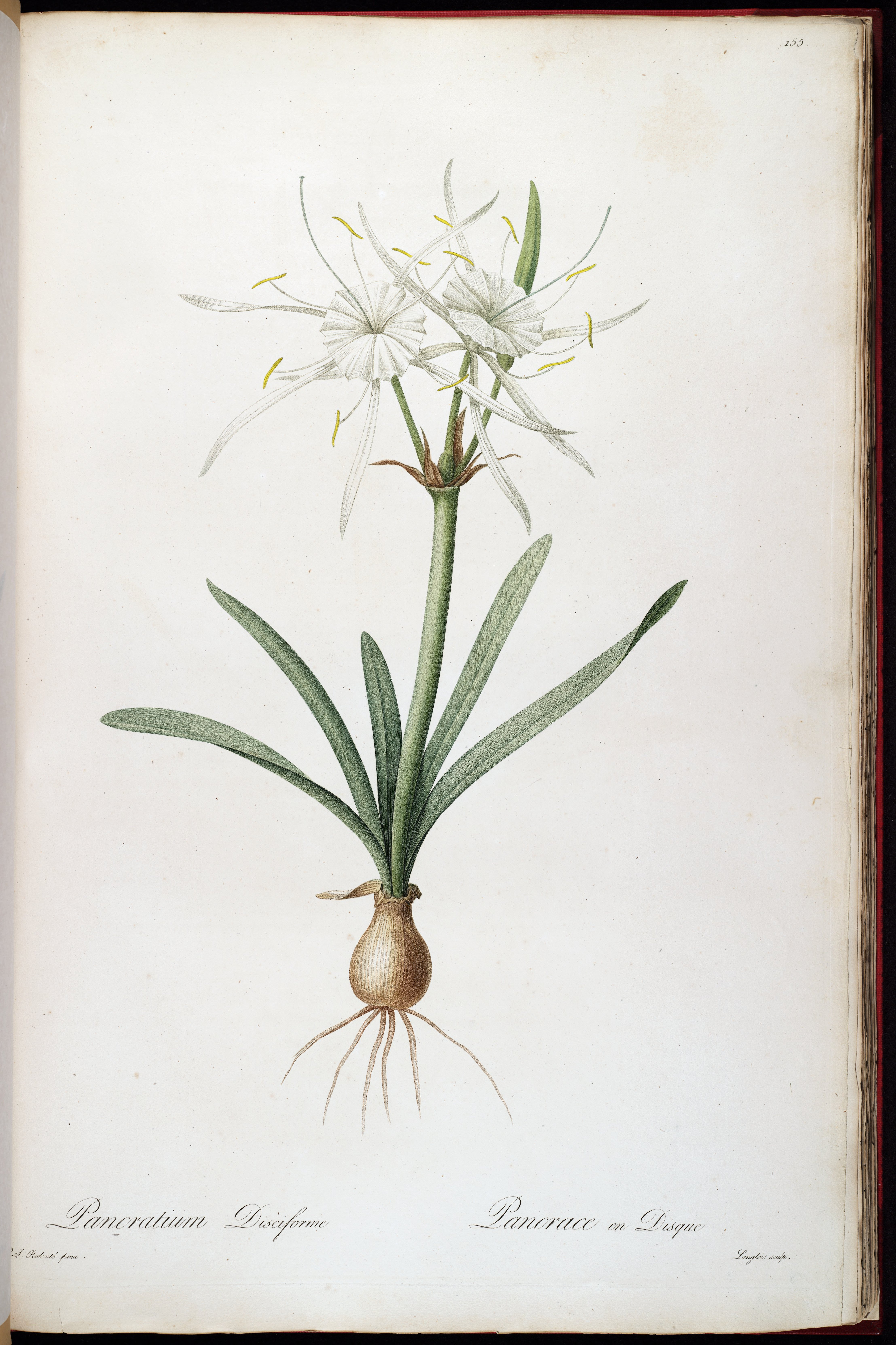
Illustration von Hymenocallis rotata

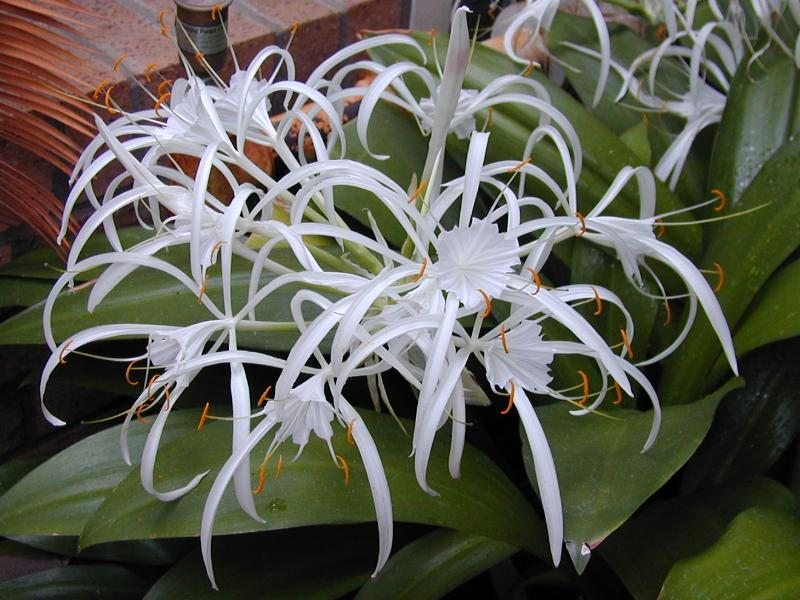
Blütenstand von oben des Prächtigen Schönhäutchen (Hymenocallis speciosa)

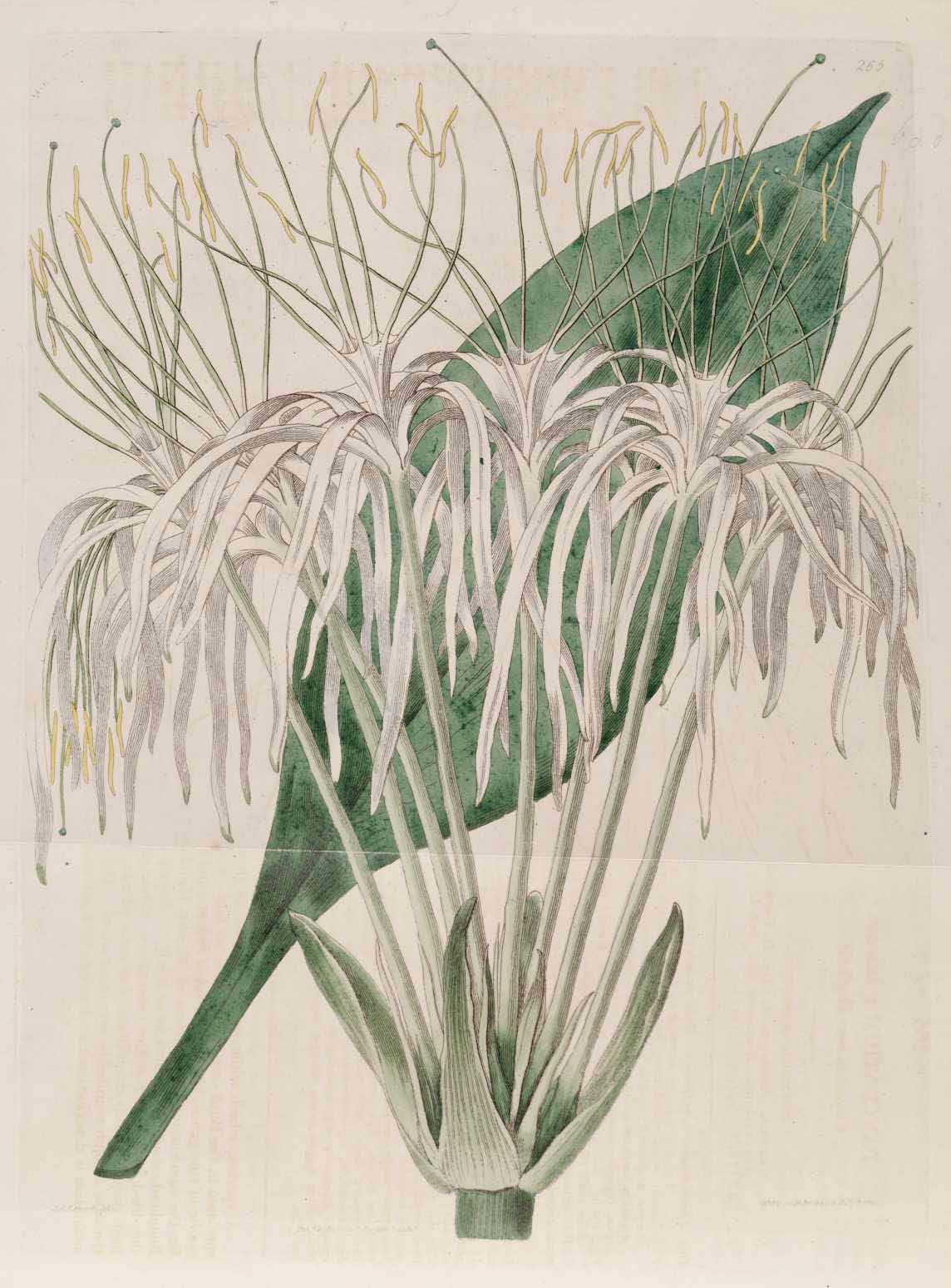
Illustration von Hymenocallis tubiflora

Zur Gattung Hymenocallis gehören 50 bis 65 Arten:
- Hymenocallis acutifolia (Herb. ex Sims) Sweet: Sie kommt in Mexiko vor.[3]
- Hymenocallis araniflora T.M.Howard: Sie kommt in den westlichen mexikanischen Bundesstaaten südliches Sinaloa sowie Nayarit vor.[3]
- Hymenocallis arenicola Northr.: Karibik.[3]
- Hymenocallis astrostephana T.M.Howard: Mexikanischer Bundesstaat Guerrero.[3]
- Hymenocallis azteciana Traub: Sie kommt in Mexiko vor.[3]
- Hymenocallis baumlii Ravenna: Mexikanischer Bundesstaat Chiapas.[3]
- Hymenocallis bolivariana Traub: Venezuela.[3]
- Hymenocallis caribaea (L.) Herb.: Karibik.[3]
- Hymenocallis choctawensis Traub: Südöstliche Vereinigte Staaten.[3]
- Hymenocallis choretis Hemsl.: Zentrales und südwestliches Mexiko.[3]
- Hymenocallis cleo Ravenna: Mexikanischer Bundesstaat Chiapas.[3]
- Hymenocallis clivorum Laferr.: Mexikanischer Bundesstaat Sonora.[3]
- Hymenocallis concinna Baker: Sie kommt in Mexiko vor.[3]
- Hymenocallis cordifolia Micheli: Mexikanischer Bundesstaat Guerrero.[3]
- Hymenocallis coronaria (Leconte) Kunth: South Carolina bis Alabama.[3]
- Hymenocallis crassifolia Herb.: North Carolina bis Georgia.[3]
- Hymenocallis durangoensis T.M.Howard: Mexikanischer Bundesstaat Durango.[3]
- Hymenocallis duvalensis Traub ex Laferr.: Südliches Georgia bis nördliches Florida.[3]
- Hymenocallis eucharidifolia Baker: Sie kommt in Mexiko vor.[3]
- Hymenocallis fragrans (Salisb.) Salisb.: Jamaika.[3]
- Hymenocallis franklinensis Ger.L.Sm., L.C.Anderson & Flory: Nordwestliches Florida.[3]
- Hymenocallis gholsonii G.Lom.Sm. & Garland: Florida.[3]
- Hymenocallis glauca (Zucc.) M.Roem.: Zentrales und südwestliches Mexiko.[3]
- Hymenocallis godfreyi G.L.Sm. & Darst: Nordwestliches Florida.[3]
- Hymenocallis graminifolia Greenm.: Mexiko (Morelos).[3]
- Hymenocallis guatemalensis Traub: Guatemala.[3]
- Hymenocallis guerreroensis T.M.Howard: Mexiko (Guerrero).[3]
- Hymenocallis harrisiana Herb.: Zentrales und südwestliches Mexiko.[3]
- Hymenocallis henryae Traub: Nordwestliches Florida. Mit zwei Varietäten.[3]
- Hymenocallis howardii Bauml: Südwestliches Mexiko.
- Hymenocallis imperialis T.M.Howard: Mexiko.[3]
- Hymenocallis incaica Ravenna: Peru.[3]
- Hymenocallis jaliscensis M.E.Jones: Mexiko (Jalisco, Nayarit).[3]
- Hymenocallis latifolia (Mill.) M.Roem. (Syn.: Chrysiphiala latifolia (Mill.) Ker Gawl., Pancratium latifolium Mill., Pancratium caymanense (Herb.) Alain, Pancratium expansum Sims, Hymenocallis expansa (Sims) Herb., Pancratium patens Delile nom. illeg., Hymenocallis caymanensis Herb., Hymenocallis deleuilii auct., Hymenocallis collieri Small, Hymenocallis keyensis Small, Hymenocallis kimballiae Small): Sie kommt in Florida und auf Karibischen Inseln vor. Es gibt zwei Varietäten[3]:
  - Hymenocallis latifolia var. latifolia: Florida bis zur Karibik.[3]
  - Hymenocallis latifolia var. puntagordensis (Traub) D.B.Ward (Syn.: Hymenocallis puntagordensis Traub): Sie kommt in Florida bei Punta Gorda vor.[3]
- Hymenocallis leavenworthii (Standl. & Steyerm.) Bauml: Mexiko (Michoacán).[3]
- Hymenocallis lehmilleri T.M.Howard: Mexiko (Guerrero).[3]
- Hymenocallis limaensis Traub: Peru.[3]
- Hymenocallis liriosme (Raf.) Shinners: Oklahoma bis Alabama.[3]
- Hymenocallis littoralis (Jacq.) Salisb.: Sie ist von Mexiko über Zentralamerika bis ins nördliche Peru und Brasilien verbreitet.[3]
- Hymenocallis lobata Klotzsch: Venezuela.[3]
- Hymenocallis longibracteata Hochr.: Mexiko (Veracruz).[3]
- Hymenocallis maximiliani T.M.Howard: Mexico (Guerrero).[3]
- Hymenocallis multiflora Vargas: Peru.[3]
- Hymenocallis occidentalis (Leconte) Kunth: Zentrale und südöstliche Vereinigte Staaten.[3] Mit zwei Varietäten.
- Hymenocallis ornata (C.D.Bouché) M.Roem.: Guatemala.[3]
- Hymenocallis ovata (Mill.) M.Roem.: Kuba.[3]
- Hymenocallis palmeri S.Watson: Florida.[3]
- Hymenocallis partita Ravenna: Mexiko (Chiapas).[3]
- Hymenocallis phalangidis Bauml: Mexiko (Nayarit).[3]
- Hymenocallis pimana Laferr.: Mexiko (Chihuahua).[3]
- Hymenocallis portamonetensis Ravenna: Mexiko (Chiapas).[3]
- Hymenocallis praticola Britton & P.Wilson: Kuba.[3]
- Hymenocallis proterantha Bauml: Südwestliches Mexiko.[3]
- Hymenocallis pumila Bauml: Sie kommt in Mexiko vor.[3]
- Hymenocallis pygmaea Traub: Vom südöstlichen North Carolina bis zum nordöstlichen South Carolina.[3]
- Hymenocallis rotata (Ker Gawl.) Herb.: Nördliches Florida.[3]
- Hymenocallis schizostephana Worsley: Vermutlich Brasilien.[3]
- Hymenocallis sonorensis Standl.: Mexiko (Sonora bis Nayarit).[3]
- Prächtiges Schönhäutchen[5] (Hymenocallis speciosa (L. f. ex Salisb.) Salisb.): Es kommt nur auf den karibischen Inseln über dem Winde vor.[3]
- Hymenocallis tridentata Small: Östlich-zentrales und südliches Florida.[3]
- Hymenocallis tubiflora Salisb.: Trinidad bis nördliches Brasilien.[3]
- Hymenocallis vasconcelosii García-Mend.: Mexiko (Oaxaca).[3]
- Hymenocallis venezuelensis Traub: Venezuela.[3]
- Hymenocallis woelfleana T.M.Howard: Sie kommt in Mexiko vor.[3]

Nicht mehr zu Hymenocallis, sondern zur Gattung Ismene gehören seit Gereau et al. 1993 einige Arten (siehe dort):

## Nutzung
Die Sorten einiger Arten und Hybriden dienen als Zierpflanzen in tropischen Parks und Gärten.